# Дичковы
Дичковы — древний русский дворянский род, отрасль рода Макшеевых.
Род записан в I часть дворянской родословной книги Саратовской губернии.

## История рода
Павел Дичков и Сувор Русинович дети Мокшеева упоминаются в 1-й половине XVI столетия, что даёт основание считать Дичковых ветвью Макшеевых. Павел Афанасьевич и Сувор Русинович владели поместьями в Тверском уезде и служили великому князю Ивану IV Васильевичу Грозному (1529—1540). Чоглок Алексеевич поручился по князю Ивану Фёдоровичу Мстиславскому (1571). Кирилл Дичков владел поместьем в Звенигородском уезде (ранее 1592).
Степан Яковлевич дьяк, воевода в Казани (1609—1614). Сувор Дичков объезжий голова в Старой Русе (1613). Болховский городовой дворянин Тимофей Фёдорович ранен в бою с татарами, за что пожалован поместьем (1634). Стряпчий Савва Иванович пожалован стольником (1692).